# جون كونور (لاعب كرة قدم)
جون كونور (بالإنجليزية: John Connor)‏ (1893 بدورهام، إنجلترا في المملكة المتحدة - ) هو لاعب كرة قدم بريطاني (وحمل سابقاً جنسية المملكة المتحدة لبريطانيا العظمى وأيرلندا) في مركز الوسط. لعب مع هدرسفيلد تاون.